# دیوید هوس
دیوید هوس (انگلیسی: David Hohs؛ زادهٔ ۱۶ مارس ۱۹۸۸) بازیکن فوتبال اهل آلمان است.
از باشگاه‌هایی که در آن بازی کرده‌است می‌توان به باشگاه فوتبال زاربروکن، باشگاه فوتبال کایزرسلاوترن، و باشگاه فوتبال آلمانیا آخن اشاره کرد.